# Batalla d'Ad Pontes
La batalla d'Ad Pontes fou un enfrontament militar entre musulmans i francs a la rodalia del Pont del Diable de Martorell, suposadament el 792, abans de l'absència del rei Lluís el Pietós que va anar a Itàlia, i se sap que va passar el Nadal del 792 amb el seu germà a Ravenna i va combatre fins al març al sud de la península, passant després a Baviera, on va restar amb el seu pare, Carlemany, fins a l'hivern del 793 al 794.

## Antecedents
Fins al 791, el valí de Barcelona havia estat Matruh ibn Sulayman ibn Yaqdhan al-Arabí, que després del 788 havia donat suport als pretendents Sulayman ibn Abd-ar-Rahman i Abd-Al·lah ibn Abd-ar-Rahman al-Balansí (el Valencià) oposats a Hixam I, que finalment es va aconseguir imposar el 790. El 791 Matruh fou assassinat pels seus lloctinents i l'emir va enviar a Sadun al-Ruayni (esmentat a les fonts llatines com Zade) com a nou governador. El nou valí fou mal rebut pels carolingis.

## Batalla
Un tal Joan Hispà, que sembla que manava forces carolíngies o locals a la frontera de la Marca Superior (els francs dominaven Girona i altres parts de Catalunya) va lliurar una batalla anomenada d'Ad Pontes, a la rodalia del pont de Martorell i va aconseguir un important botí entre altres un preciós cavall, una cuirassa esplèndida i una espasa de les Índies de la qual la funda estava guarnida de plata, i que al seu retorn a Aquitània va oferir al rei Lluís abans de sortir cap a Itàlia.

## Conseqüències
Com a recompensa va demanar o li fou donat el lloc de Fontes o Fontjoncouse, a les Corberes, a la diòcesi de Narbona, que el rei Lluís li va concedir i va ordenar al comte de Narbona d'entregar aquesta terra sense quedar subjecte a cap cens. Al mateix temps va donar carta de recomanació a Joan envers el rei el seu pare (Carlemany) que va ratificar la donació (793) i va donar orde al comte Esturmió,que hauria accedit al càrrec recentment succeint a Magnari, de cedir-la en plena propietat per a ell i la seva posteritat lliure i exempta de cens i servituds a reserva del jurament de fidelitat. Posteriorment aquesta liberalitat fou confirmada pels seus successors en favor dels hereus de Joan. Les terres incultes així adquirides eren anomenades aprisio que eren un alou hereditari i lliure de càrregues sobre el qual el rei només tenia el dret de sobirania i el vassall cap més servitud que la de l'homenatge.